# Michał Tarnawski
Michał Tarnowski (ur. 1670, zm. 18 lutego 1718) – duchowny greckokatolicki, od 1711 tytularny greckokatolicki arcybiskup smoleński.

## Życiorys
Studiował retorykę w Połocku, następnie wstąpił do zakonu bazylianów. Był kaznodzieją katedry metropolitalnej w Wilnie i archimandrytą w Połocku. Już w 1708 zaproponowano jego nominację na arcybiskupa smoleńskiego. Nominacja doszła do skutku w 1711 lub 1714.